# Saint-Aquilin-de-Corbion
Saint-Aquilin-de-Corbion là một xã trong tỉnh Orne, vùng Normandie tây bắc nước Pháp. Xã Saint-Aquilin-de-Corbion nằm ở khu vực có độ cao trung bình 255 mét trên mực nước biển.